# Acácio da Silva
Acácio da Silva Mora  (Montalegre, 2 de janeiro de 1961) é um antigo ciclista profissional português. Foi profissional entre 1982 e 1994, período durante o qual venceu etapas no Tour de France, Giro d'Italia e em muitas outras competições por etapas. Venceu ao todo três etapas no  Tour de France, uma em  1987, uma em 1988 e outra em 1989. Após a vitória na etapa de 1989, vestiu a camisola amarela durante quatro dias. Em 1986 venceu a Züri-Metzgete e foi campeão português de estrada.

## Palmarés
1982
Tour de Kaistenberg
1983
Tour de Kaistenberg
Tour du Limousin
1984
Tour de Kaistenberg
Coppa Placci
1985
Coppa Ugo Agostoni
Giro d'Italia:
Vencedor das etapas 8B e 10
Giro dell'Emilia
1986
 Portugal National Road Race Championship
Züri-Metzgete
Giro d'Italia:
Vencedor das etapas 9 e 21
1987
Hegiberg-Rundfahrt
Schlossberg
Tour de France:
Vencedeor da etapa 3
1988
Trofeo Luis Puig
Schynberg Rundfahrt Sulz
Tour de France:
Vencedor da etapa 4
1989
GP Charly Gaul
1989
Giro d'Italia:
Vencedor da etapa 2
Tour de France:
Vencedor da etapa 1
1991
Elgg
1992
Elgg
Langenthal
1994
Fontanelas